# Walter Hallstein
Walter Hallstein, född 17 november 1901 i Mainz, död  29 mars 1982 i Stuttgart, var en tysk politiker och jurist.
Hallsteins politiska bana tog fart 1950 då han blev ledare för den tyska delegationen vid Pariskonferensen som skapade den Europeiska kol- och stålgemenskapen. Hallstein blev nära förtrogen med förbundskansler Konrad Adenauer som utsåg honom till statssekreterare, från 1950 vid Bundeskanzleramt och året därpå vid utrikesministeriet, Auswärtiges Amt. Hallstein hade stort inflytande över den västtyska utrikespolitiken och formulerade Hallstein-doktrinen som innebar att inga diplomatiska kontakter fick upprätthållas med länder som knöt diplomatiska kontakter med Östtyskland, med undantag av Sovjetunionen. 
Han var Europeiska kommissionens första ordförande 1958–1967. Han var en hängiven federalist och ansågs vara en stark och dynamisk ledare. Han kom dock i konflikt med Charles de Gaulle om bland annat utformningen av den gemensamma jordbrukspolitiken, vilket 1965 resulterade i att Frankrike under sju månader drog tillbaka sina representanter från Europeiska ekonomiska gemenskapen, "den tomma stolens kris". Krisen övervanns genom Luxemburgskompromissen året därpå, men Hallstein fick ej förnyat förtroende när ny kommission utsågs 1967. Han var därefter ledamot av Förbundsdagen för CDU 1969–1972. 
Hallstein mottog Karlspreis 1961.